# Хоеншвангау
Замъкът Хоеншвангау (на немски: Schloss Hohenschwangau) е замък в Германия от 19 в., построен от бащата на баварския крал Лудвиг II – Максимилиан II, в непосредствена близост до замъка Нойшванщайн. Намира се край немското село Швангау, близо до град Фюсен в югозападната част на Бавария.

## История
Замъкът е построен върху останките на средновековната крепост Шванщайн от 12 век от рицарите Швангау. След 16 век замъкът е занемарен, многократно сменя собствениците си и постепенно започва да се руши. 
По време на Наполеоновите войни от 1800 и 1809 г. крепостта е значително повредена.
Максимилиан II закупува руините през 1832 г. Реконструкцията продължава от 1832 до 1836 г.  от архитекта и художник Доменико Квальо в неоготически стил . Квальо почива преди завършването на замъка и строежът е довършен от архитекта Йозеф Даниел Олмюлер.
Замъкът служи като лятна и ловна резиденция на кралското семейство  и в него Лудвиг II и Ото I прекарват детството си. След смъртта на Лудвиг, майка им Мария Фредерика Пруска живее в него около три години до смъртта си през 1889 г. Регента Луитполд Баварски също живее в замъка и го електрифицира и инсталира електрически асансьор.
От 1913 г. след смъртта на Луитполд Баварски замъкът е отворен за посетители като музей. В началото на 20 в. името на замъка Шванщайн е променено на Хоеншвангау. През 1923 г. собствеността върху замъка е възстановена на бившето кралско семейство.
От 1928 г. замъкът се управлява от Баварското правителство. 

## Архитектура
Докато фасадата на замъка е изцяло в неоготически стил, интериора му е в стил бидермайер по проект на художника Мориц фон Швинд. Паркът е създаден по проект на Петер Йозеф Лене.